# Carthage (Missouri)
Carthage ist eine Stadt innerhalb des US-Bundesstaates Missouri und der Verwaltungssitz des Jasper County. Gemäß Volkszählung aus dem Jahr 2020 hatte die Stadt 14.502 Einwohner.

## Geschichte
Jasper County wurde 1841 gegründet. Carthage wurde als Kreissitz gewählt, das Gebiet gerodet und die Stadt 1842 parzelliert. Die Stadt wurde nach dem antiken Karthago (Carthage) benannt. Zur Zeit des amerikanischen Bürgerkriegs gab es über 500 Einwohner, ein Gerichtsgebäude aus Ziegeln und Stein und mehrere Geschäfte. Die Schlacht von Carthage, die am 5. Juli 1861 stattfand, war ein Zusammenstoß zwischen Unionstruppen aus St. Louis und konföderierten Truppen, die von dem pro-südlichen Missouri-Gouverneur Claiborne Fox Jackson angeführt wurden. Die Zweite Schlacht von Carthage fand im Oktober 1863 statt, als Unionstruppen nördlich der Stadt auf konföderierte Truppen trafen und diese zur Rückkehr nach Arkansas zwangen. Die Stadt erlebte während des Krieges kleinere Scharmützel und Angriffe; pro-konföderierte Guerillas brannten im September 1864 den größten Teil der Stadt (einschließlich des Gerichtsgebäudes) nieder.
Nach dem Bürgerkrieg wuchs das Gebiet schnell. Die Missouri Western Railroad kam 1872 in der Stadt an. Die Bewohner der Stadt gründeten eine Gießerei, eine Möbelfabrik, Woll- und Getreidemühlen, eine Pflugfabrik und zahlreiche Trachtengeschäfte und andere Unternehmen. Leggett & Platt, heute ein Fortune-500-Unternehmen, das immer noch in Carthage ansässig ist, wurde 1883 gegründet. Die nahegelegenen Bleiminen und Kalksteinbrüche trugen ebenfalls zu erheblichem Reichtum bei und Carthage wurde zu einer der wohlhabendsten Städte der Gegend. Die Bewohner steckten ihr Geld in kunstvolle Häuser im viktorianischen Stil, von denen viele heute Teil des Carthage South District sind, der 1982 in das National Register of Historic Places aufgenommen wurde. 
Im späten 20. Jahrhundert begann die Stadt, aktiv um den Tourismus zu werben, indem sie ihre Geschichte (die Schlacht von Carthage, die viktorianische Architektur und die Route 66) sowie die Nähe zum beliebten Country-Musikzentrum Branson hervorhob.

## Demografie
Nach einer Schätzung von 2019 leben in Carthage 14.746 Menschen. Die Bevölkerung teilt sich im selben Jahr auf in 87,7 % Weiße, 1,6 % Afroamerikaner, 0,9 % amerikanische Ureinwohner, 0,7 % Asiaten, 0,6 % Ozeanier und 4,1 % mit zwei oder mehr Ethnizitäten. Hispanics oder Latinos aller Ethnien machten 32,2 % der Bevölkerung aus. Das mittlere Haushaltseinkommen lag bei 41.226 US-Dollar und die Armutsquote bei 26,6 %.
| Jahr | Einwohner¹ |
| ---- | ---------- |
| 1950 | 11.188     |
| 1960 | 11.264     |
| 1970 | 11.035     |
| 1980 | 11.104     |
| 1990 | 10.747     |
| 2000 | 12.668     |
| 2010 | 14.502     |
| 2020 | 15.522     |

¹ 1950 – 2020: Volkszählungsergebnisse

## Kultur
Seit 1966 findet in Carthage jedes Jahr im Oktober ein Festival statt, das Maple Leaf Festival. Das einwöchige Festival ist nach den vielen Ahornbäumen benannt, die in der Stadt wachsen und deren Blätter sich im Indian Summer in leuchtende Farben wie Rot, Orange und Gelb verfärben. Viele Menschen aus Städten aus dem ganzen Jasper County und darüber hinaus nehmen an der Parade teil.